# Wawa2010.pl
Wawa2010.pl – album muzyczny wydany przez Muzeum Powstania Warszawskiego w 66. rocznicę powstania warszawskiego. Płyta jest zestawem duetów Karoliny Cichej i artystów polskich. Znalazły się na niej piosenki, które w zamierzeniu twórców stanowią przekrój historii XX wiecznej Warszawy. Z wydanym albumem związany jest także koncert Pamiętamy 44 oraz strona internetowa WAWA2010.pl.

## Lista utworów
1. Warszawa i ja – Karolina Cicha & Tomasz Budzyński
2. Człowiek z liściem – Karolina Cicha & Bunio
3. Warszawa – Karolina Cicha & Slavik
4. Warsaw – Karolina Cicha & Tymon Tymański
5. David B. saw war – Karolina Cicha & Jurij Andruchowycz
6. Warszawa jest smutna bez ciebie – Karolina Cicha & Mamadou
7. Małgośka – Karolina Cicha & Olaf Deriglasoff
8. Niedziela na Głównym – Karolina Cicha & Bunio
9. Sen o Warszawie – Karolina Cicha & SZAZA
10. Warszawski dzień – Karolina Cicha & Budyń
11. Warszawa da się lubić – Karolina Cicha & Rastamaniek
12. Marsz Mokotowa – Karolina Cicha & Tomasz Budzyński
13. Czerwona zaraza – Karolina Cicha & Titus
14. Siekiera motyka – Karolina Cicha & Jacek Hałas
15. Warszawo ma – Karolina Cicha & Jorgos Skolias
16. Bal na Gnojnej – Karolina Cicha & Czesław Mozil